# Delray Beach Open 2023
Delray Beach Open 2023 là một giải quần vợt nam chuyên nghiệp thi đấu trên mặt sân cứng. Đây là lần thứ 31 giải đấu được tổ chức, và là một phần của ATP Tour 2023. Giải đấu diễn ra ở Delray Beach, Hoa Kỳ từ ngày 13 đến ngày 19 tháng 2 năm 2023.

## Điểm và tiền thưởng

### Phân phối điểm
| Sự kiện | VĐ  | CK  | BK | TK | Vòng 1/16 | Vòng 1/32 | Q  | Q2 | Q1 |
| Đơn     | 250 | 150 | 90 | 45 | 20        | 0         | 12 | 6  | 0  |
| Đôi     | 250 | 150 | 90 | 45 | 0         | —         | —  | —  | —  |

### Tiền thưởng
| Sự kiện | VĐ      | CK      | BK      | TK      | Vòng 1/16 | Vòng 1/32 | Q2     | Q1     |
| Đơn     | $97,760 | $57,025 | $33,525 | $19,425 | $11,280   | $6,895    | $3,445 | $1,880 |
| Đôi*    | $33,960 | $18,170 | $10,660 | $5,950  | $3,510    | —         | —      | —      |

*mỗi đội

## Nội dung đơn

### Hạt giống
| Quốc gia | Tay vợt            | Xếp hạng1 | Hạt giống |
| -------- | ------------------ | --------- | --------- |
| USA      | Taylor Fritz       | 9         | 1         |
| USA      | Tommy Paul         | 19        | 2         |
| CAN      | Denis Shapovalov   | 27        | 3         |
| SRB      | Miomir Kecmanović  | 33        | 4         |
| JPN      | Yoshihito Nishioka | 34        | 5         |
| USA      | Jenson Brooksby    | 36        | 6         |
| USA      | John Isner         | 39        | 7         |
| USA      | Ben Shelton        | 41        | 8         |
| USA      | J. J. Wolf         | 43        | 9         |

† Bảng xếp hạng vào ngày 6 tháng 2 năm 2022.

### Vận động viên khác
Đặc cách:
- Aleksandar Kovacevic
- Jack Sock
- Fernando Verdasco

Miễn đặc biệt:
- Wu Yibing

Vượt qua vòng loại:
- Nuno Borges
- Christopher Eubanks
- Matija Pecotić
- Wu Tung-lin

Thua cuộc may mắn:
- Steve Johnson
- Aleksandar Vukic

### Rút lui
Trước giải đấu
- Jenson Brooksby → thay thế bởi  Denis Kudla
- John Isner → thay thế bởi  Aleksandar Vukic
- Jiří Lehečka → thay thế bởi  Emilio Gómez
- Reilly Opelka → thay thế bởi  Radu Albot
- Wu Yibing → thay thế bởi  Steve Johnson

## Nội dung đôi

### Hạt giống
| Quốc gia | Tay vợt           | Quốc gia | Tay vợt           | Xếp hạng1 | Hạt giống |
| -------- | ----------------- | -------- | ----------------- | --------- | --------- |
| ESA      | Marcelo Arévalo   | NED      | Jean-Julien Rojer | 10        | 1         |
| GBR      | Jamie Murray      | NZL      | Michael Venus     | 50        | 2         |
| USA      | Nathaniel Lammons | USA      | Jackson Withrow   | 94        | 3         |
| GBR      | Julian Cash       | GBR      | Henry Patten      | 127       | 4         |

- 1 Bảng xếp hạng vào ngày 6 tháng 2 năm 2023.

### Vận động viên khác
Đặc cách:
- Christian Harrison /  Denis Kudla
- Brandon Holt /  Alex Lawson

### Rút lui
- Jérémy Chardy /  Fabrice Martin → thay thế bởi  Diego Hidalgo /  Hunter Reese
- Aisam-ul-Haq Qureshi /  Miguel Ángel Reyes-Varela → thay thế bởi  Hans Hach Verdugo /  Miguel Ángel Reyes-Varela

## Nhà vô địch

### Đơn
- Taylor Fritz đánh bại  Miomir Kecmanović, 6–0, 5–7, 6–2

### Đôi
- Marcelo Arévalo /  Jean-Julien Rojer đánh bại  Rinky Hijikata /  Reese Stalder, 6–3, 6–4